# Gajevi (gmina Prnjavor)
Gajevi (cyr. Гајеви) – wieś w Bośni i Hercegowinie, w Republice Serbskiej, w gminie Prnjavor. W 2013 roku liczyła 148 mieszkańców.